# Nikolaïevsk
Pour les articles homonymes, voir Nikolaïevsk (homonymie).
Nikolaïevsk (en russe : Николаевск) est une ville de l'oblast de Volgograd, en Russie, et le centre administratif du raïon de Nikolaïevsk. Sa population s'élevait à 14 741 en 2013.

## Géographie
Nikolaïevsk se trouve sur la rive gauche de la Volga, face à Kamychine, qui se trouve sur l'autre rive. Elle est située à 162 km au nord-est de Volgograd et à 178 km au sud-ouest de Saratov.

## Histoire
La localité est créée en 1747 comme le khoutor Dimitriev, qui est organisé en sloboda en 1794 et renommée Nikolaïevskaïa sloboda. Le village accède au statut de commune urbaine en 1936. La commune est renommée Nikolaïevsk et reçoit le statut de ville en 1967.

## Population
Recensements (*) ou estimations de la population
| 1897*  | 1926*  | 1959*  | 1970*  | 1979*  |
| ------ | ------ | ------ | ------ | ------ |
| 17 800 | 19 201 | 11 010 | 11 555 | 14 836 |

| 1989*  | 2002*  | 2010*  | 2012   | 2013   |
| ------ | ------ | ------ | ------ | ------ |
| 16 469 | 16 125 | 15 075 | 14 771 | 14 741 |

## Personnalité
- Iouri Malychev (1941-1999), cosmonaute, deux fois Héros de l'Union soviétique.